# Реймънд
Реймънд (на английски: Raymond) е град в окръг Пасифик, щата Вашингтон, САЩ. Реймънд е с население от 2975 жители (2000) и обща площ от 11,4 km². Намира се на 4 m надморска височина. ЗИП кодът му е 98577, а телефонният му код е 360.